# Linum setaceum
Linum setaceum är en linväxtart som beskrevs av Felix de Silva Avellar Brotero. Linum setaceum ingår i släktet linsläktet, och familjen linväxter. Inga underarter finns listade i Catalogue of Life.